# 日本英語教育協会
財団法人 日本英語教育協会（にほんえいごきょういくきょうかい）は、東京都新宿区に本部を置く文部科学省生涯学習政策局生涯学習推進課所管のかつてあった公益法人。2009年9月1日付けで財団法人日本英語検定協会と合併し、解散した。なお、業務は引き続き、日本英語検定協会通信教育部として行う。

## 概要
- 主な目的： 英語の普及に関する調査・研究等
- 代表者： 理事長 笠原賢次郎 (2009年8月31日まで)
- 沿革
  - 1950年9月 - 設立
  - 2009年9月 - 解散し、財団法人日本英語検定協会を存続団体とする。
- 本部所在地： 東京都新宿区横寺町55 （2009年9月よりは、日本英語検定協会通信教育部の所在地）